# (11414) Allanchu
(11414) Allanchu (1999 JU26) – planetoida z pasa głównego asteroid okrążająca Słońce w ciągu 3,61 lat w średniej odległości 2,35 j.a. Odkryta 10 maja 1999 roku.